# Marele Ziegfeld
Marele Ziegfeld (The Great Ziegfeld) este un film muzical american din 1936 regizat de Robert Z. Leonard și produs de MGM. În rolurile principale joacă actorii William Powell, Myrna Loy și Luise Rainer. A câștigat Premiul Oscar pentru cel mai bun film, pentru cea mai bună actriță și pentru cea mai bună coregrafie.

## Actori

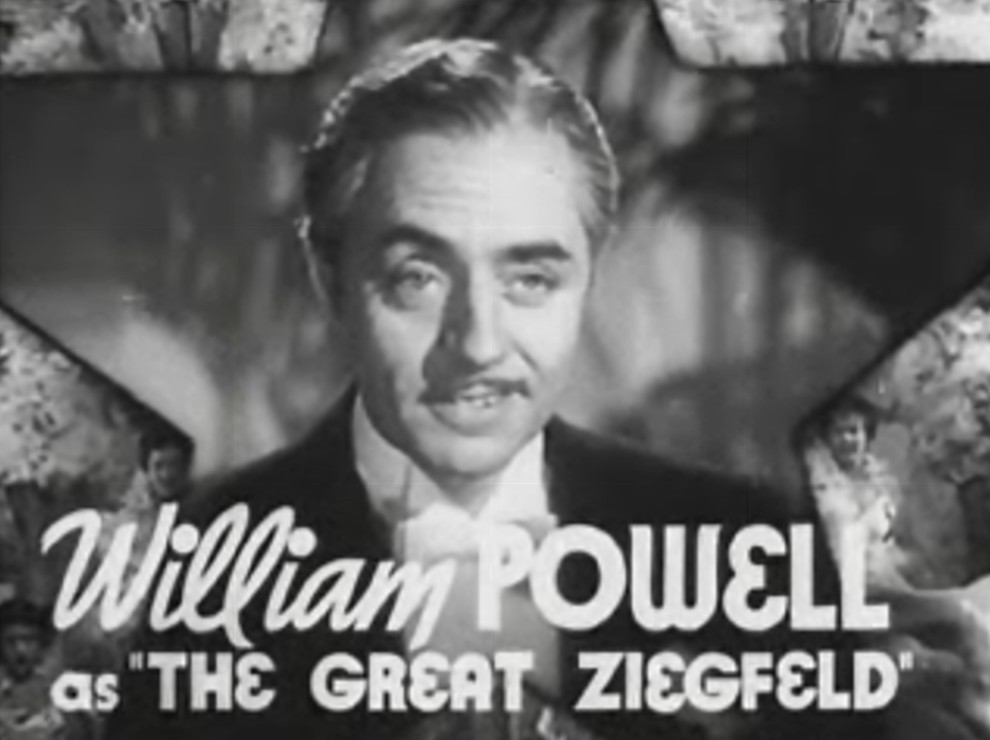
William Powell este Flo Ziegfeld

- William Powell este Florenz Ziegfeld, Jr.
- Myrna Loy este Billie Burke
- Luise Rainer este Anna Held
- Frank Morgan este Jack Billings
- Fanny Brice este Herself
- Virginia Bruce este Audrey Dane
- Reginald Owen este Sampson, Flo's frequently-nervous bookkeeper
- Ray Bolger este Himself
- Ernest Cossart este Sidney, Billing's valet, who is hired away by Flo
- Joseph Cawthorn este Dr. Ziegfeld (as Joseph Cawthorne)
- Nat Pendleton este Eugen Sandow
- Harriet Hoctor este Herself
- Jean Chatburn este Mary Lou
- Paul Irving este Erlanger, Billing's later partner
- Herman Bing este Costumer
- Buddy Doyle este Eddie Cantor